# Калиновка (Талицкий муниципальный округ)
Калиновка — деревня в Талицком городском округе Свердловской области. Входит в состав Трёхозёрского сельсовета.

## Географическое положение
Деревня Калиновка находится в юго-восточной части области, на расстоянии 39 километров (по автодороге в 52 километрах) к югу от города Талица, в верховье реки Калиновка (правый приток реки Беляковка), ниже устья левого притока реки Ерзовка. В деревне имеется пруд.
Абсолютная высота — 134 метра над уровнем моря.

## Школа
В 1900 году в деревне уже находилась земская школа.

## Население
| 2002 | 2010 | 2021 |
| ---- | ---- | ---- |
| 180  | ↘106 | ↘71  |

Согласно результатам переписи 2002 года, в национальной структуре населения русские составляли 99 % из 180 чел.

## Улицы
Уличная сеть деревни состоит из 6 улиц.